# پل دوستی افغانستان و تاجیکستان در پنج پایین
پل دوستی افغانستان و تاجیکستان در پنج پایین پلی است که بر روی رودخانه پنج بین پنج پایین (یا نیژنی پیانژ)، تاجیکستان و شیرخان‌بندر، افغانستان قرار دارد، در ۲۶ اوت ۲۰۰۷ افتتاح شد. طول پل دو راهه ۶۷۲ متر (۲۲۰۵ فوت) و عرض آن ۱۱/۶ متر (۳۸ فوت) است. هزینه آن تقریباً ۴۰ میلیون دلار است که توسط سپاه مهندسی ارتش ایالات متحده تأمین مالی شده و توسط یک شرکت ایتالیایی به نام ریزانی دو اچر طراحی و ساخته شده است. امامعلی رحمان، رئیس‌جمهور تاجیکستان و حامد کرزی، رئیس‌جمهور افغانستان، کارلوس گوتیرز، وزیر بازرگانی ایالات متحده در مراسم افتتاحیه شرکت داشتند.